# Dancing Co-Ed
Dancing Co-Ed è un film del 1939 diretto da S. Sylvan Simon.
È una commedia a sfondo romantico statunitense con Lana Turner e Richard Carlson. È basato sul racconto breve The Dancing Coed di Albert Treynor pubblicato sull'American Magazine nel settembre del 1938.

## Produzione
Il film, diretto da S. Sylvan Simon su una sceneggiatura di Albert Mannheimer con il soggetto di Albert Treynor, fu prodotto da Edgar Selwyn per la Metro-Goldwyn-Mayer e girato nei Metro-Goldwyn-Mayer Studios a Hollywood, Los Angeles, California, 19 luglio 1939 all'agosto 1939. Il film doveva originariamente essere interpretato da Eleanor Powell ma fu poi scelta Lana Turner.

## Colonna sonora
- Nightmare (1938) - scritta da Artie Shaw, eseguita da Artie Shaw e His Orchestra in overture
- Blossoms on Broadway (1937) - scritta da Ralph Rainger
- Steamboat Bill (1910) - scritta da Bert Leighton e Frank Leighton, eseguita da Leon Errol al pianoforte
- Symphony No.9 in D min, op.125 (1824) - scritta da Ludwig van Beethoven
- Non-Stop Flight (1937) - scritta da Artie Shaw, eseguita da Artie Shaw e dalla sua orchestra
- I've Got a Feelin' You're Foolin' (1935) - musica di Nacio Herb Brown
- Yankee Doodle - eseguita dalla banda alla stazione
- First Call - aka "Call to the Post", eseguita dalla banda e da Artie Shaw
- The Stars and Stripes Forever (1896) - musica di John Philip Sousa,
- Gangbusters - scritta da Artie Shaw e Fred Brathwaite, eseguita da Artie Shaw
- Traffic Jam (1939) - scritta da Artie Shaw e Teddy McRae, eseguita da Artie Shaw e dalla sua orchestra
- I'm Coming Virginia (1927) - scritta da Donald Heywood, eseguita da Artie Shaw e dalla sua orchestra
- Double Mellow - scritta da Artie Shaw, eseguita da Artie Shaw e dalla sua orchestra
- Jungle Drums (1933) - scritta da Ernesto Lecuona, eseguita da Artie Shaw dalla sua orchestra

## Distribuzione
Il film fu distribuito negli Stati Uniti dal 29 settembre 1939 al cinema dalla Metro-Goldwyn-Mayer.
Altre distribuzioni:
- in Danimarca il 10 aprile 1940 (Swingpigen)
- in Svezia il 6 maggio 1940 (Det sitter i benen)
- in Ungheria il 24 luglio 1941 (Össztánc)
- in Portogallo il 14 luglio 1942 (Abc da Folia)
- in Brasile (Adorável Impostora)
- in Germania (Dancing-Co-Ed)
- nel Regno Unito (Every Other Inch a Lady)
- in Germania Ovest (Nicht schwindeln, Liebling)

## Promozione
La tagline è: " Blonde Bonfire LANA TURNER and ARTIE SHAW, the Swing King, bring romance in youth-time!".